# Lourdes Rensoli
Lourdes Rensoli Laliga (La Habana, Cuba, enero de 1952) es una ensayista, profesora de filosofía, traductora y poetisa cubana, naturalizada española.
Fue profesora de la Universidad de La Habana hasta 1991, año de su exilio. Fue becaria de la ÖSW de Bochum. Tras cursar estudios en Alemania (Universidad de Leipzig), se doctoró en la Universidad Complutense de Madrid con una tesis sobre la antropología filosófica de Leibniz.
Actualmente trabaja en la Universidad Europea de Madrid. Es miembro de la Gottfried-Wilhelm-Leibniz-Gesellschaft de Hannover  y de la Sociedad Española Leibniz. Es pionera en los estudios sobre la relación entre filosofía y poesía en José Lezama Lima en Cuba. También lo es en el tema Leibniz y la civilización y cultura chinas en español, tema sobre el que ha publicado la primera edición en dicha lengua de la obra de Leibniz Discours sur la théologie naturelle des Chinois (https://web.archive.org/web/20070927041440/http://www.temakel.com/fundacionlleibeniz.htm), además de numerosos artículos y traducciones del alemán y del francés.
Obtuvo en dos ocasiones el premio nacional de la crítica literaria en Cuba con trabajos sobre la relación entre filosofía y poesía en Goethe (1988) y José Lezama Lima (1991).

## Obras de filosofía
- Quimera y Realidad de la Razón: el Racionalismo del siglo XVII (La Habana, 1987).
- Antología de Historia de la Filosofía (8 vol. La Habana, 1983-1989).
- Paracelso, Alquimista y Filósofo (La Habana, 1990).
- Historia de la Filosofía e Historia de la Ciencia (2 vol. La Habana, 1984 y 1985).
- El Principio del Psiquismo en la Filosofía de Leibniz (La Habana, 1983).
- El Positivismo Argentino (2 vol. La Habana, 1988).
- Historia de la Filosofía, 1ª parte (La Habana, 1987).
- Dimensión Histórico-filosófica del Problema del Hombre (en colaboración con Gladys Portuondo. La Habana, 1989).
- Lezama Lima: una cosmología poética (en colaboración con Ivette Fuentes de la Paz). La Habana: Letras Cubanas, 1990.
- Über das Ideal des philosophischen Lebens bei Leibniz (Sobre el ideal de la vida filosófica en Leibniz) (Studia Leibnitiana. Hannover, 1992).
- G. W. Leibniz: Discurso sobre la teología natural de los chinos. Traducción, introducción y notas de Lourdes Rensoli Laliga. Buenos Aires: Biblioteca universal Martin Heidegger, 2000, reimpresa en 2005 por la Editorial Prometeo de Buenos Aires((http://www.prometeoeditorial.com/catalogo/detalle.php?id_libro=132).;Archivado el 27 de septiembre de 2007 en Wayback Machine.
- El problema antropológico en la concepción filosófica de Gottfried Wilhelm Leibniz. Editorial de la Universidad Politécnica de Valencia, 2002.
- Traducción al español de la obra de André Robinet "Justice et terreur" (Justicia y Terror). Editorial de la Universidad Politécnica de Valencia, 2005.
- Louïse Labé: Debate de Locura y Amor. Traducción, introducción y notas de Lourdes Rensoli Laliga. Madrid: adamaRamada Ediciones, 2007 (http://www.adamaramada.org/libro.php?alcora03). (enlace roto disponible en Internet Archive; véase el historial, la primera versión y la última).
- Los ríos sumergidos. Dos ensayos sobre José Lezama Lima. Humacao, Puerto Rico: CIEHL, 2010.
- La polémica sobre la Kabbalah y Spinoza: Moses Germanus y Leibniz. Granada: Comares, Colección Nova Leibniz, 2011.
- G. W. Leibniz: Europa, China, civilización. Saarbrücken: Editorial Académica Española, 2012.
- G. W. Leibniz: Discurso sobre la teología natural de los chinos y otros materiales. Segunda edición corregida y aumentada. Traducción, introducción y notas de Lourdes Rensoli Laliga. Oviedo: KRK Ediciones, 2014.

## Contribuciones en obras colectivas de filosofía
- "Leibniz y Spinoza ante la Kabbalah judía: confusiones y verdades". En: Leticia Cabañas y Oscar Esquisabel (Eds.): Leibniz frente a Spinoza:Archivado el 27 de septiembre de 2007 en Wayback Machine. |date=20070927041440 }}
- El problema antropológico en la concepción filosófica de Gottfried Wilhelm Leibniz. Editorial de la Universidad Politécnica de Valencia, 2002.
- Traducción al español de la obra de André Robinet "Justice et terreur" (Justicia y Terror). Editorial de la Universidad Politécnica de Valencia, 2005.
- Louïse Labé: Debate de Locura y Amor. Traducción, introducción y notas de Lourdes Rensoli Laliga. Madrid: adamaRamada Ediciones, 2007 (http://www.adamaramada.org/libro.php?alcora03). (enlace roto disponible en Internet Archive; véase el historial, la primera versión y la última).
- Los ríos sumergidos. Dos ensayos sobre José Lezama Lima. Humacao, Puerto Rico: CIEHL, 2010.
- La polémica sobre la Kabbalah y Spinoza: Moses Germanus y Leibniz. Granada: Comares, Colección Nova Leibniz, 2011.
- G. W. Leibniz: Europa, China, civilización. Saarbrücken: Editorial Académica Española, 2012.
- G. W. Leibniz: Discurso sobre la teología natural de los chinos y otros materiales. Segunda edición corregida y aumentada. Traducción, introducción y notas de Lourdes Rensoli Laliga. Oviedo: KRK Ediciones, 2014.

- "Leibniz y Spinoza ante la Kabbalah judía: confusiones y verdades". En: Leticia Cabañas y Oscar Esquisabel (Eds.): Leibniz frente a Spinoza: una interpretación panorámica. Granada: Editorial Comares, 2014
- "Johann Peter Spaeth". Biographisch-Bibliographischen Kirchenlexikons. Bautz-Verlag, Band XXXIII (2012), Spalten 1267-1278.
- "Maria Zambrano". Biographisch-Bibliographischen Kirchenlexikons. Bautz-Verlag, Band XXXIII (2012), Spalten 1539-1547.
- "L'Irenique leibnizienne, entre Judaïsme et Islam". Triki et alia (Eds.): Formes de rationalité et dialogue interculturelle. Hildesheim:OLMS, 2006.
- "La idea de la muerte en el Judaísmo”. En: Darío Gil Torres (Editor): Miremos la muerte. Medellín:Universidad de Antioquia, 2006.
- "Vivir es contar historias". En: Reflexiones. Buenos Aires: AMIA, 2004.
- "Viña de vinos rojos". Prefacio al libro de Mario Sabán: La matriz intelectual del Judaísmo y la génesis de Europa, 2 Vols. Buenos Aires, 2005.
- "Historia y memoria en Israel como pueblo". En: En defensa de Israel. Zaragoza: Certeza, 2004.
- "Roswitha von Gandersheim". En: Philosophinnenlexikon, hrsg. von Ursula I. Meyer und Heidemarie Bennent-Vahle. Aachen, Ein-Fach Verlag, 1994.

## Algunos de sus artículos sobre Filosofía y Judaísmo aparecen registrados en
http://dialnet.unirioja.es/servlet/extaut?codigo=46820

## Trabajos publicados sobre Filosofía y poesía en José Lezama Lima
- Los ríos sumergidos: notas sobre Paradiso, Cuadernos Hispanoamericanos, N.º 558, dic. /1996, pp. 29-47.
- La estrella que ilumina y mata, Serie "Los contemporáneos": José Martí. N.º 15, mayo/1995, pp. 79-90.
- Lezama Lima: la inmensidad de los espacios. Cuadernos Hispanoamericanos, n.º 501 (marzo de 1992), pp. 41-56.
- La cultura del poeta: la filosofía en el Diario de José Lezama Lima. Revista de la Biblioteca Nacional de Cuba, n.º 3, sept.-dic./1989, pp. 73-99.

## Obra poética y narrativa
- Calenda del Mes Frío (La Habana, 1989).
- Júpiter Ante el Pararrayos (La Habana, 1990).
- Con Pétalos de Rosa en mi Garganta. (Teherán, 1995).
- Mester de Trovadora (Valencia, 2002).
- Vitriol, novela sobre la vida mágica de Nikola Tesla, escrita con Mario Palou, (Kindle eBooks. Amazon.es, 2013).

## Algunos de sus poemas y poemarios completos aparecen en
http://www.poesiaspoemas.com/lourdes-dina-rensoli-laliga
- Datos: Q5981566